# 小金門高炮誤擊廈門事件
小金門高炮誤擊廈門事件是一起兩岸軍事事件，發生於1994年11月14日。駐守小金門的中華民國陸軍158師砲兵部隊使用波佛斯40公釐高射砲试射时，射程计算错誤，误击厦门市思明區郊区的黄厝村塔头社，造成四名民工被炮弹炸伤，其中兩人重傷，一度造成兩岸雙方緊張。但當時兩岸正開始談判，關係和緩，中國人民解放军没有还击，經兩岸協商後，化解此事。

## 背景
此事件發生在時任中華民國總統李登輝訪美前半年，此時兩岸關係相對和緩。

## 經過
小金門火砲部隊原規定試射一律向南方海面射擊，但因考慮民航機起降安全，士官長通知射手轉向2度以檳榔嶼方向為射向，在考慮射程後將45度仰角提高到55度，再度檢修後的第2次試射，砲兵營長王道平再將仰角提高到65度，總計射擊61枚砲彈。
1994年11月14日，小金門前埔40高炮陣地一名黃姓士官長，為了鑒定火炮是否修復完成，不遵守金門戰備規定向金防部報告，徑行試射61發火炮，原本陳姓營長反對射擊，但黃士官長以「火炮射程打不到廈門，使用空炸信管也不會落到對岸」為由說服長官。結果本應空炸的砲彈沒有引爆，再加上當時強勁西風，把炮彈吹到射程之外，導致誤擊廈門郊區，造成部分房屋受損與4名大陸居民受傷。

## 處理
厦门政府给予伤者免费治疗，并发给生活补助，并順利出院。海基會還特別前往善後，賠償了事。当时，金门有一个爱心团体打电话到厦门市台办金门事务处，表示要派人到厦门来，给伤者送慰问金。但是厦门方面婉言谢绝了他们的善意。因为中央领导有明确指示：两岸尚未结束敌对状态，从政治上记他一笔帐即可，不提赔偿。
根據監察院的調查以及立法委員質詢官員發現，金门当时还装备着二战时期美制的40毫米高炮，但火炮严重老化，需要不断维护，而導致這場事件發生。
時任師長趙世璋少將在陸軍總司令部主持的事後檢討會過程中，當著陸軍總司令李楨林上將等人當面提出自請處分，以示負責。

## 影響
国台办发言人对此事件表示严重关注，认为这是一起破坏海峡两岸和平气氛的恶性事件，並强烈谴责台湾当局的罪恶行径，坚决要求台湾当局迅速查明情况，公布事实真相，并严惩肇事者。
原本在1990年代，在金門有著名的「高空防護射擊訓練」演習，諸如50機槍、迫擊炮、榴彈炮、照明彈等火力在夜空中形成交叉火網，成為當時金門著名的夜景。但該演習在此事件後中止至今。